# Lichonycteris obscura
Lichonycteris obscura är en däggdjursart som beskrevs av Thomas 1895. Lichonycteris obscura är ensam i släktet Lichonycteris som ingår i familjen bladnäsor. IUCN kategoriserar arten globalt som livskraftig. Inga underarter finns listade.
En art som blev beskriven av Miller 1931 (Lichonycteris degener) betraktas numera som synonym men denna taxonomi är omstridd.
Denna fladdermus förekommer i Central- och Sydamerika från södra Mexiko till östra Peru, centrala Bolivia och nordöstra Brasilien. En isolerad population finns i östra Brasilien vid Atlanten. Arten saknas i östra Colombia och västra Venezuela. Habitatet utgörs av städsegröna skogar i låglandet. Lichonycteris obscura uppsöker även fruktträdodlingar.
Individerna når en kroppslängd (huvud och bål) av 5,0 till 5,5 cm och en vikt mellan 5 och 8 gram. Svansen är bara 8 till 10 mm lång. Underarmarna som bestämmer djurets vingspann är cirka 3,3 cm långa. Denna fladdermus har en brun till mörkbrun päls, ibland med gul skugga. Den har en långsträckt nos och en lång tunga med vårtiga utskott vid spetsen. Tandformeln är I 2/0 C 1/1 P 2/3 M 2/2, alltså 26 tänder.
Födan utgörs antagligen av frukter, nektar, pollen och insekter. Upphittade honor var dräktiga med en unge.